# Боргезе, Шипионе
Шипионе Боргезе (Сципион Боргезе, лат. Scipio Burghesius, итал. Scipione Borghese; 1 сентября 1577, Рим, Папская область — 2 октября 1633, там же) — итальянский куриальный кардинал. Кардинал-племянник папы римского Павла V. Прославился как меценат и неутомимый коллекционер искусства (в первую очередь, античного). Архипресвитер патриаршей Латеранской базилики с 1608 по 1623. Библиотекарь Святой Римской Церкви ad vitam с 11 июня 1609 по 17 февраля 1618. Великий пенитенциарий с 5 января 1610 по 2 октября 1633. Архиепископ Болоньи с 25 октября 1610 по 2 апреля 1612. Архипресвитер патриаршей Ватиканской базилики с 1620 по 2 октября 1633. Камерленго Священной Коллегии кардиналов с 11 января 1621 по 9 января 1623. Кардинал-священник с 18 июля 1605, с титулом церкви Сан-Кризогоно с 17 августа 1605, in commendam с 20 августа 1629. Кардинал-епископ Сабины с 20 августа 1629 по 2 октября 1633.

## Биография
Шипионе родился в семье Франческо Каффарелли и Ортенсии Боргезе и вначале носил фамилию Каффарелли. У отца не было средств оплачивать обучение Шипионе, и за его учёбу средства вносил дядя по материнской линии, Камилло Боргезе (будущий папа римский Павел V). После 1605 года, когда Камилло Боргезе взошёл на папский престол, он достаточно быстро присвоил Шипионе звание кардинала, что давало ему право использовать имя и герб Боргезе. В годы правления Павла V кардинал Боргезе обладал огромной властью в качестве секретаря папы и главы ватиканского правительства. От своего имени и от имени папы Шипионе собирал многочисленные налоги и сборы, приобрёл огромные участки земли для семейства Боргезе. Кардинал Боргезе умер в 1633 году в Риме и похоронен в капелле Боргезе в церкви Санта-Мария-Маджоре.

## Меценат и коллекционер
Кардинал Боргезе благодаря своей должности «кардинала-племянника»
мог скупать за бесценок или конфисковывать произведения искусства. Так «Снятие с креста» Рафаэля было вывезено из Перуджи, а «Мадонна Палафреньери» Караваджо была перевезена из собора Святого Петра. Шипионе Боргезе был одним из главных покровителей и заказчиков Джованни Лоренцо Бернини.